# Rio Tabatinga
O rio Tabatinga é um curso de água do estado de Minas Gerais que desagua no rio Jequitinhonha.